# Château de Beffi
Le château de Beffi, ou Tour  Beffi, est un château médiéval en ruine située dans l'ancien village fortifié de Beffi (it) de la ville d'Acciano, dans la province de L'Aquila (Abruzzes),.

## Description
Datant du XIIe siècle, abandonné plus tard, il ne reste qu'une tour médiévale, plusieurs murs, des meurtrières, quelques bâtiments intérieurs rénovés, la porte d'entrée, des grottes et des terrasses. 
Les vestiges de la fortification sont situés au pied de la ville, sur le versant rocheux qui descend vers le fleuve Aterno-Pescara. Ce type de château est défini comme un château à enceinte ou un château à pente, car il tendait à exploiter les pentes naturelles des hauteurs des montagnes.

## Galerie

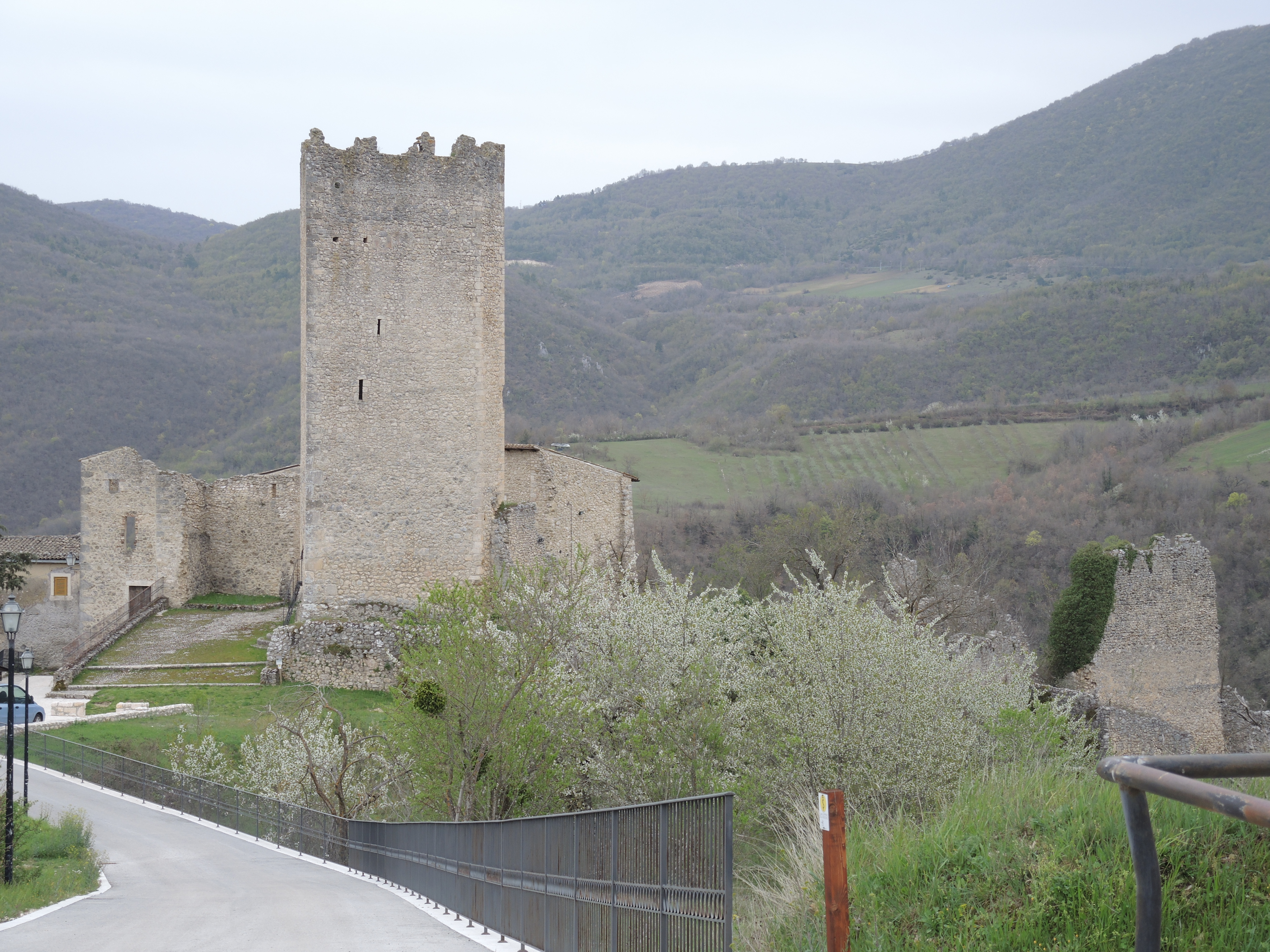
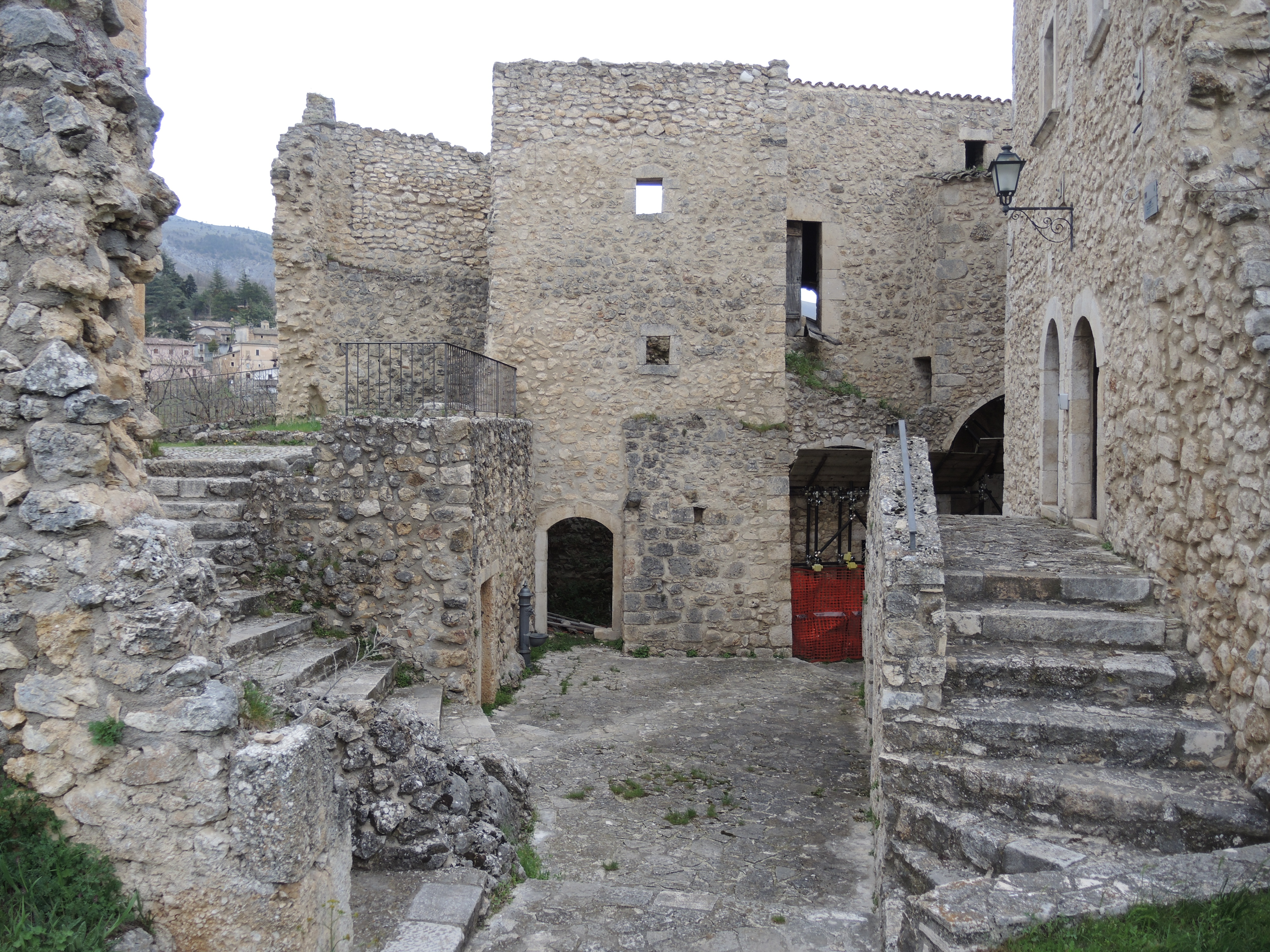